# Mycodiplosis sussilaginis
Mycodiplosis sussilaginis är en tvåvingeart som beskrevs av Jean-Jacques Kieffer 1895. Mycodiplosis sussilaginis ingår i släktet Mycodiplosis och familjen gallmyggor.
Artens utbredningsområde är Frankrike. Inga underarter finns listade i Catalogue of Life.